# 데칸 술탄국

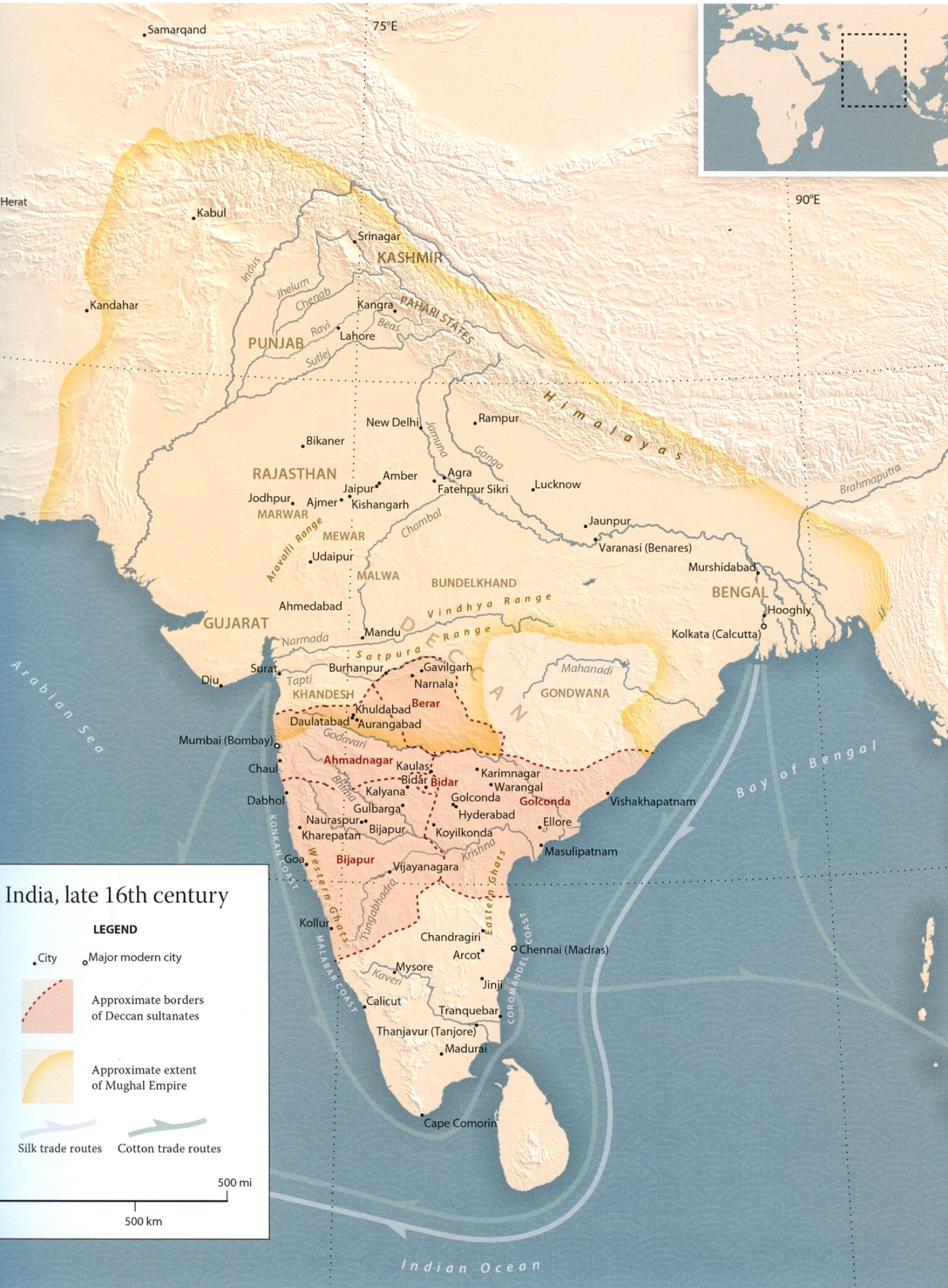
16세기의 데칸 술탄국 지도

데칸 술탄국은 이슬람 왕조가 통치했던, 크리슈나강과 빈디아산맥 사이의 데칸고원에 위치한 다섯 개의 중세 후기 인도 술탄국, 즉 아마드나가르 술탄국, 베라르 술탄국, 비다르 술탄국, 비자푸르 술탄국, 골콘다 술탄국의 총칭이다. 이 술탄국들은 바흐마니 술탄국이 해체되는 과정에서 독립했다. 이 다섯 술탄국은 1490년 아마드나가르의 독립 선언에 이어 같은 해 비자푸르와 베라르가 독립을 선언하면서 존재를 드러냈다. 골콘다는 1518년에, 비다르는 1528년에 독립했다.
다섯 술탄국은 모두 무슬림이 통치했지만, 그 건국자들은 다양한 출신을 가지고 있었으며 원래는 비무슬림 출신인 경우가 많았는데, 아마드나가르 술탄국은 브라만 출신의 데카니 무슬림이, 베라르 술탄국은 데카니 무슬림으로 자란 칸나다계 힌두 브라만 노예가, 비다르 술탄국은 조지아인 노예가, 비자푸르 술탄국은 마흐무드 가완이 구입한 조지아인 노예가, 골콘다 술탄국은 이란 투르크멘인 출신이 설립한 국가였다.
모든 데칸 술탄국들은 바흐마니 술탄국의 계승국으로서 그들의 정통성을 정당화하였고, 그들 자신의 동전을 발행하기보다는 바흐마니 동전을 계속 사용했다. 일반적으로 이들은 서로 경쟁했지만, 술탄국들은 1565년 비자야나가라 제국에 맞서 서로 동맹을 맺었고, 탈리코타 전투에서 비자야나가라를 영구적으로 쇠퇴시켰다. 특히, 동맹은 비자야나가라시 전체를 파괴했고, 비탈라 사원과 같은 중요한 사원들이 이들에 의해 완전히 파괴되었다.
1574년 베라르에서 쿠데타가 일어난 후 아마드나가르가 이곳을 침략해 정복했다. 1619년 비다르는 비자푸르에게 합병되었다. 이후 무굴 제국이 데칸 술탄국들을 정복했는데, 베라르는 1596년 아마드나가르에서 멸망하였고, 아마드나가르는 1616년에서 1636년 사이에 완전히 함락되었고, 골콘다와 비자푸르는 1686년에서 1687년 사이에 아우랑제브의 원정으로 정복되었다.

## 같이 보기
- 말와 술탄국
- 벵골 술탄국

## 추가 읽기
1. Chopra, R.M., The Rise, Growth And Decline of Indo-Persian Literature, 2012, Iran Culture House, New Delhi. Revised edition published in 2013.
2. Majumdar, R.C. (2006). 《The Delhi Sultanate》. Mumbai: Bharatiya Vidya Bhavan.
3. Majumdar, R.C. (2007). 《The Mughul Empire》. Mumbai: Bharatiya Vidya Bhavan. 틀:Listed Invalid ISBN.
4. Mitchell, George; Mark Zebrowski (1999). 《Architecture and Art of the Deccan Sultanates (The New Cambridge History of India Vol. I:7)》. Cambridge: Cambridge University Press. ISBN 0-521-56321-6.
5. Rehaman Patel, Islamic Art of North Karnataka, Art & Architecture, May, 2015
6. Sohoni, Pushkar (2018). 《The Architecture of a Deccan Sultanate: Courtly Practice and Royal Authority in Late Medieval India》. London: I.B.Tauris.
7. Yazdani, Ghulam (1947). 《Bidar, Its History and Monuments》. Oxford University Press.